# Mariä Heimsuchung (Flochberg)

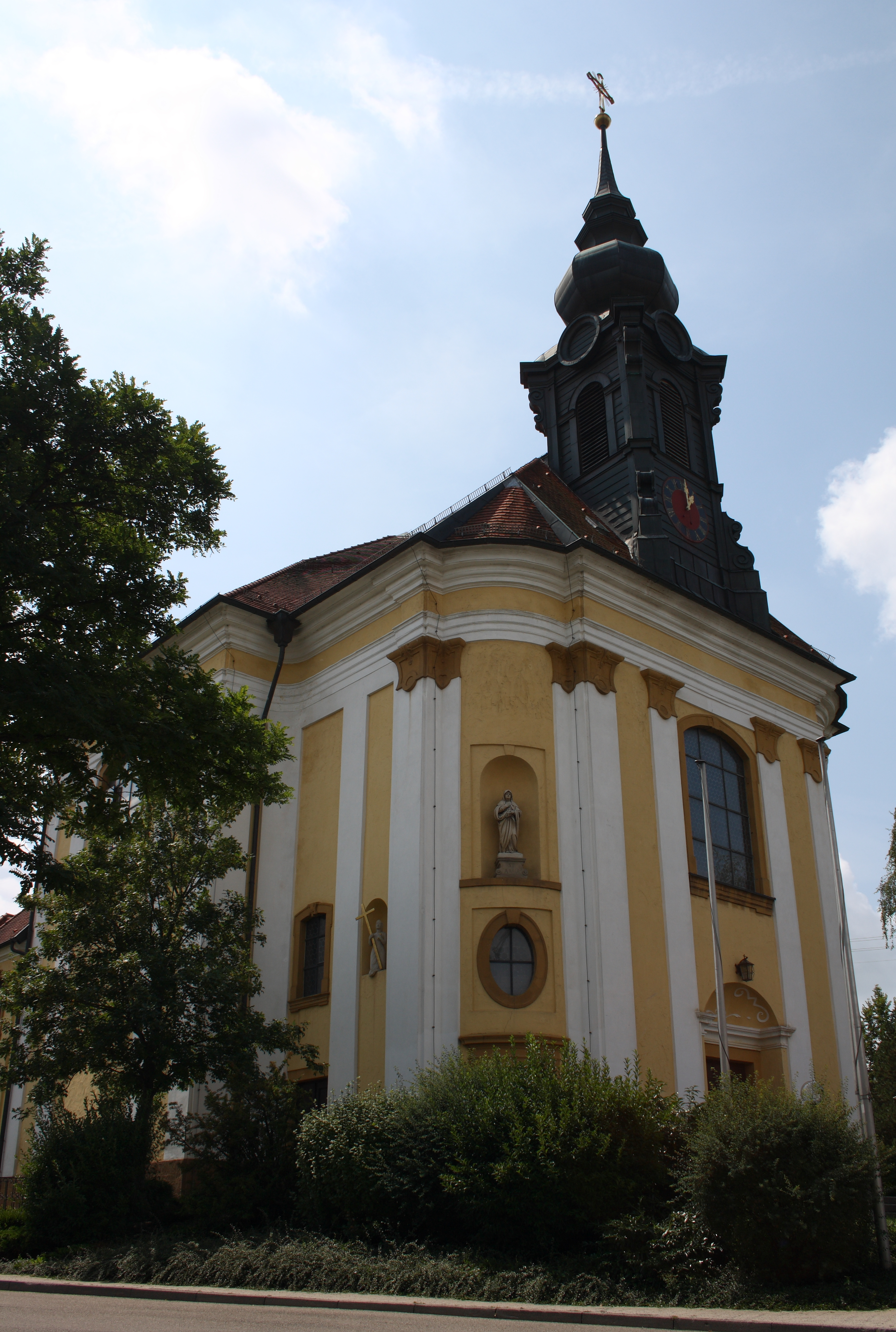
Wallfahrtskirche Mariä Heimsuchung

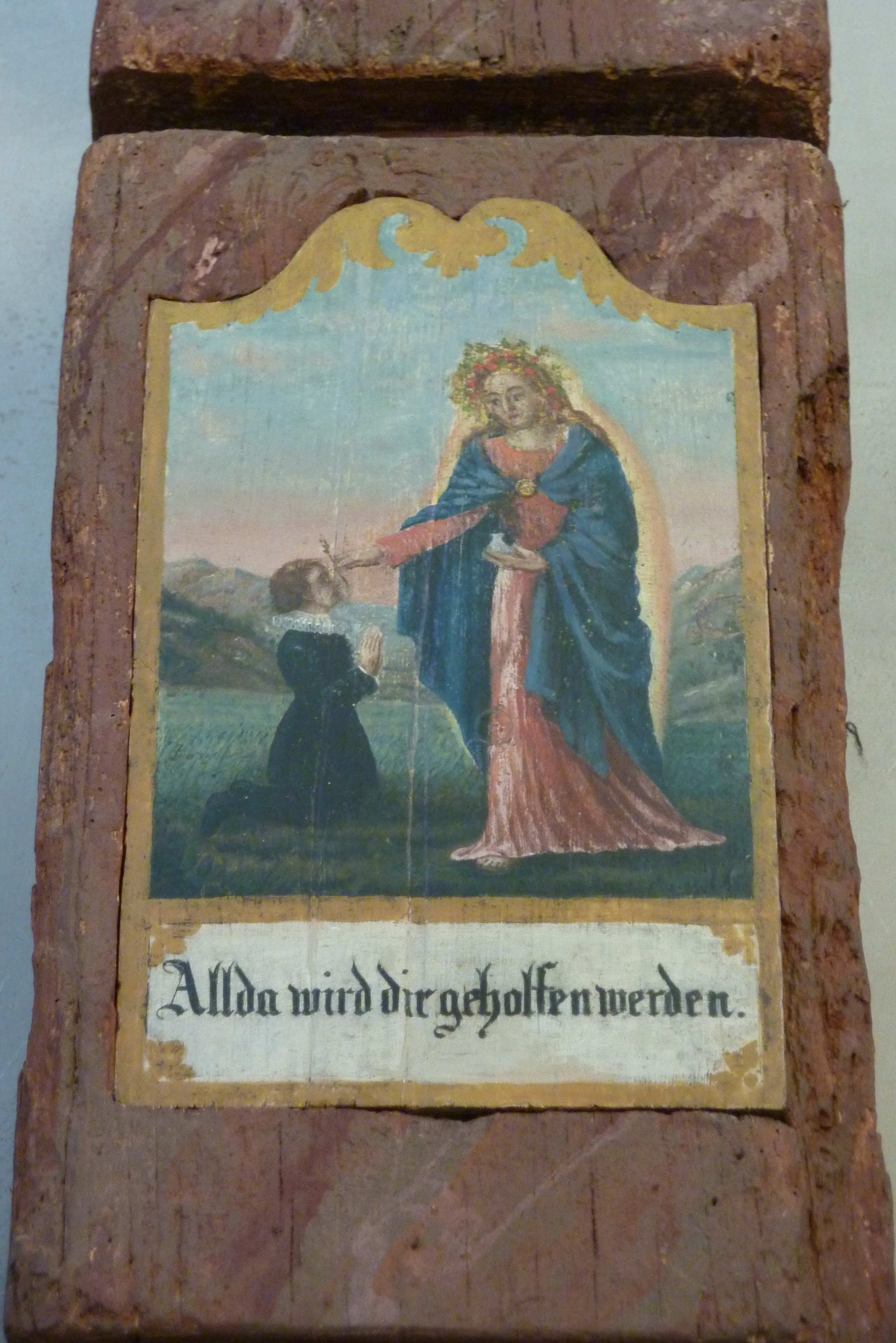
Eichensäule mit dem Gnadenbild 1582

Die römisch-katholische Pfarr- und Wallfahrtskirche Mariä Heimsuchung in Flochberg, einem Stadtteil von Bopfingen im Ostalbkreis in Baden-Württemberg, wurde in der Mitte des 18. Jahrhunderts im Stil des Spätbarock errichtet. Die Ausstattung wie die Ausmalung und Stuckierung stammen zum großen Teil aus dem 19. und 20. Jahrhundert. Die Kirche ist dem Patrozinium Mariä Heimsuchung unterstellt.

## Geschichte
Die Geschichte der Wallfahrt zur Gottesmutter auf dem Roggenacker geht auf das Jahr 1582 und die wundersame Heilung des zehnjährigen Knaben Wilhelm Wintzerer zurück. Nach der Überlieferung soll er durch eine Erscheinung Marias auf einem Roggenacker von seiner Epilepsie befreit worden sein. Auf diesem Feld ließ der Vater des betroffenen Kindes eine Eichensäule errichten, an der er ein auf Blech gemaltes Bild der Marienerscheinung angebracht hatte. Noch im gleichen Jahr gab es bereits mehrere Prozessionen zum Roggenacker.
Im Jahr 1613 errichtete man um die Eichensäule eine kleine Kapelle, die dem Doppelpatrozinium der  heiligsten Muttergottes und Johannes des Täufers unterstellt war. 1738 erteilte der Patronatsherr, Graf Johann Friedrich von Öttingen-Wallerstein, die Genehmigung zum Bau einer Kirche. 1741 fand die Grundsteinlegung statt und im Jahr 1745 konnte in der Kirche eine erste Messe gelesen werden. 1746 musste das Gewölbe, das im gleichen Jahr eingestürzt war, wieder aufgebaut werden. Erst im Jahr 1765 wurde die Kirche durch den Augsburger Weihbischof Franz Xaver Adelmann von Adelmannsfelden geweiht. Flochberg gehörte bis 1821 zur Diözese Augsburg, bevor es in die neu geschaffene Diözese Rottenburg eingegliedert wurde.

## Architektur
Der heutige Glockenturm mit einer Höhe von 40 Metern erhielt seine barock inspirierte Haube erst im Zuge der Kirchenrenovierung im Jahr 1971. Damals wurde der 1872 errichtete Turm erneuert und dessen Spitzdach entfernt.
Der Innenraum ist in Form eines griechischen Kreuzes gestaltet. Der Altarraum wurde nach dem Vorbild der österreichischen Wallfahrtskirche Mariazell angelegt.

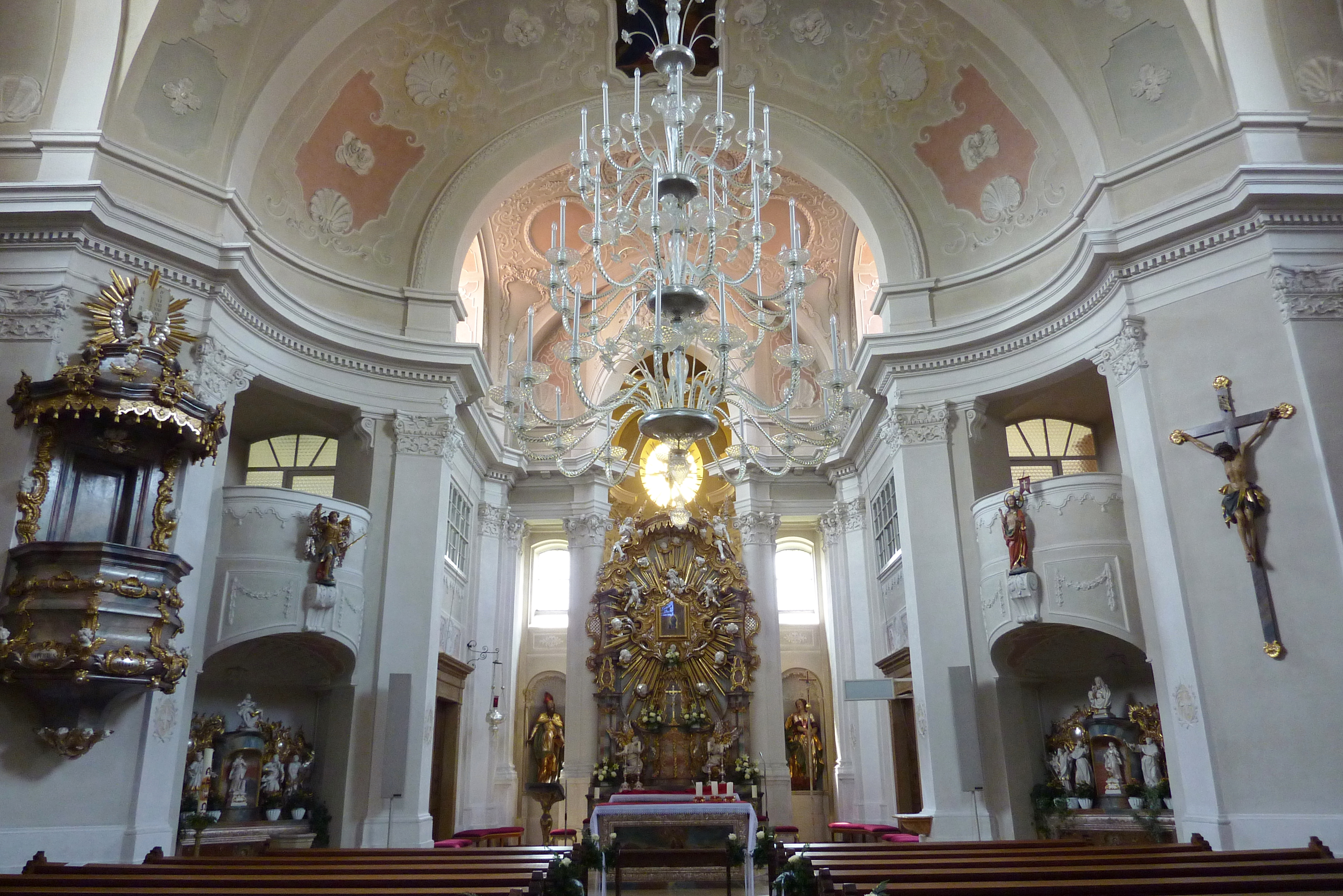
Innenraum
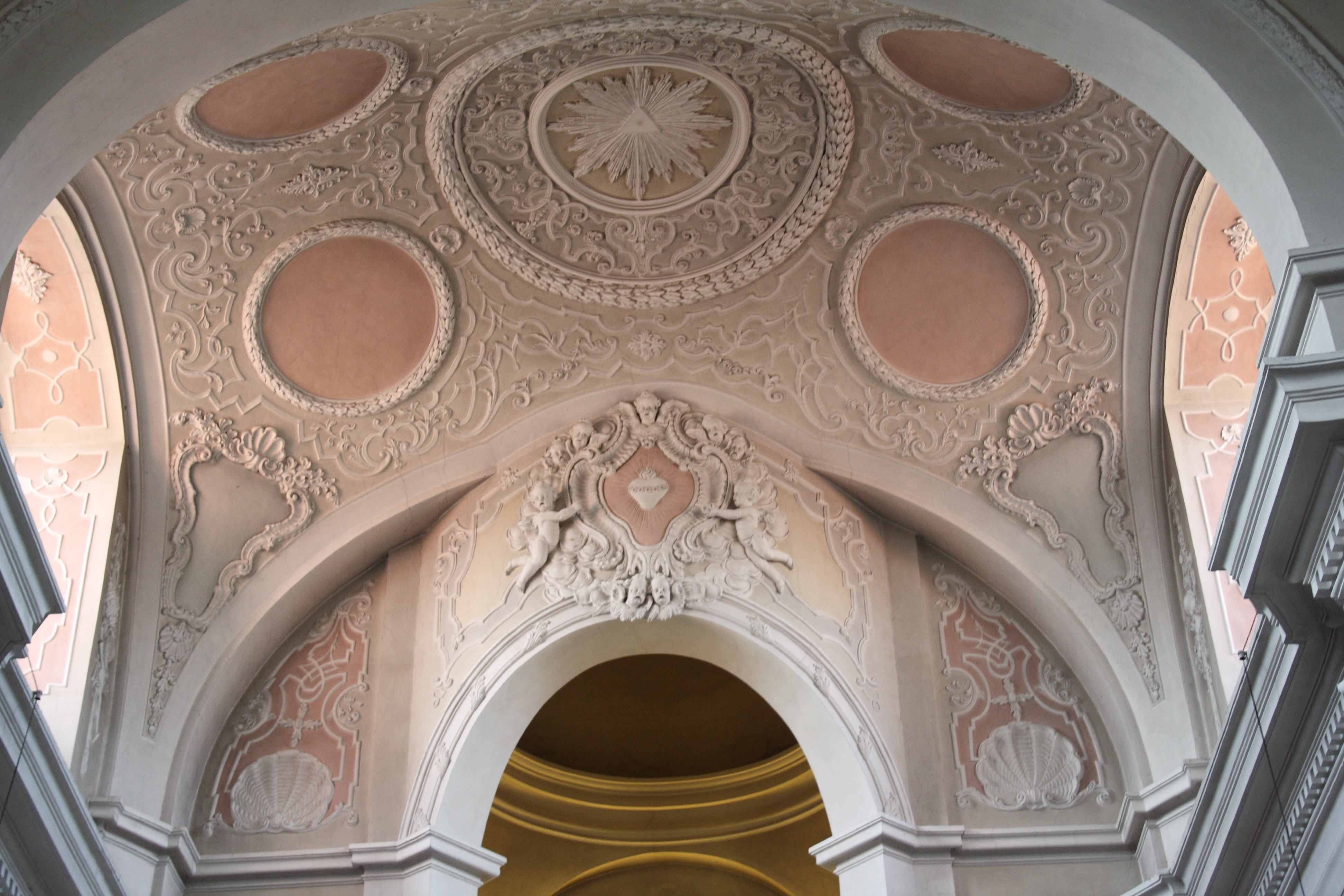
Stuckdekor
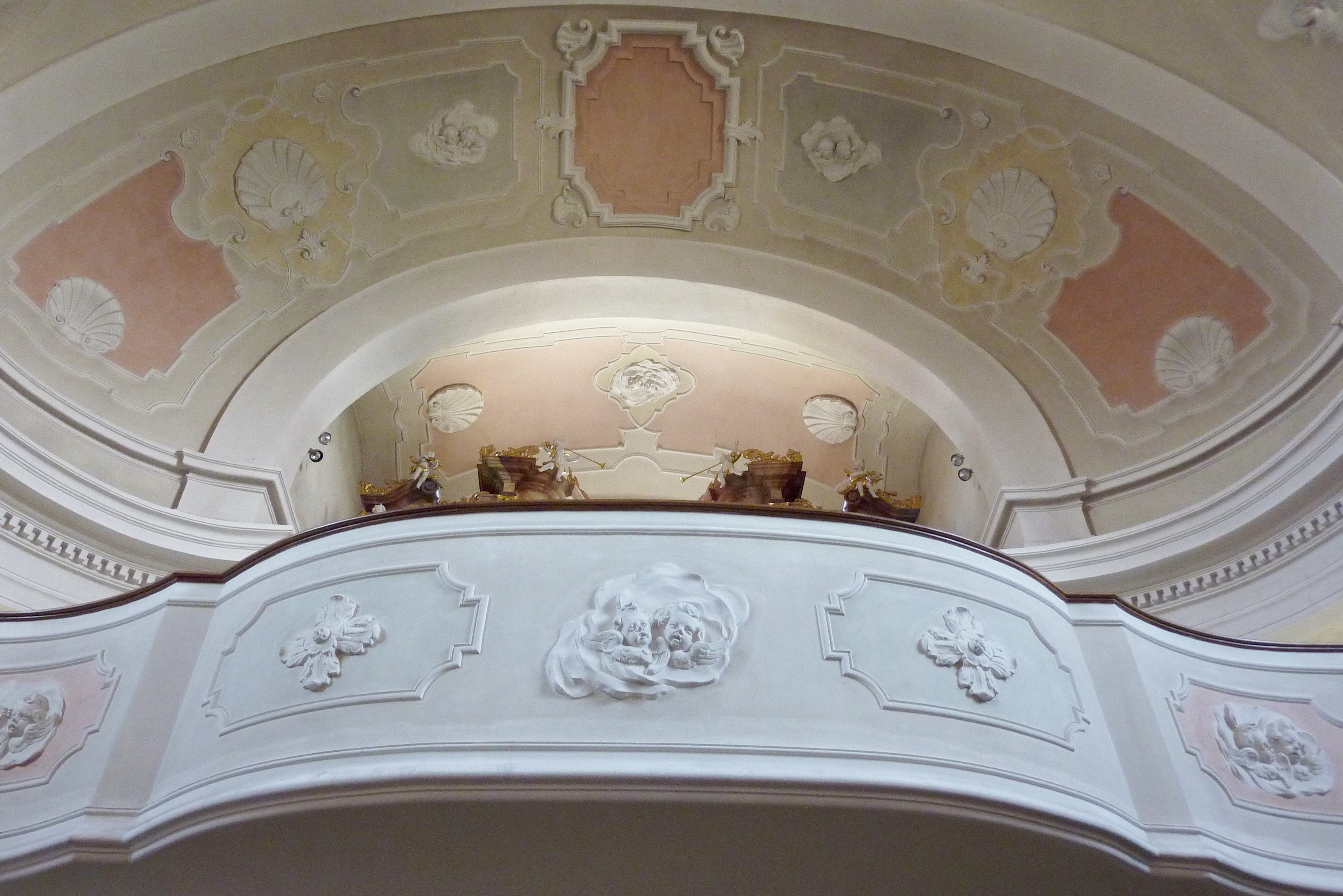
Orgelempore
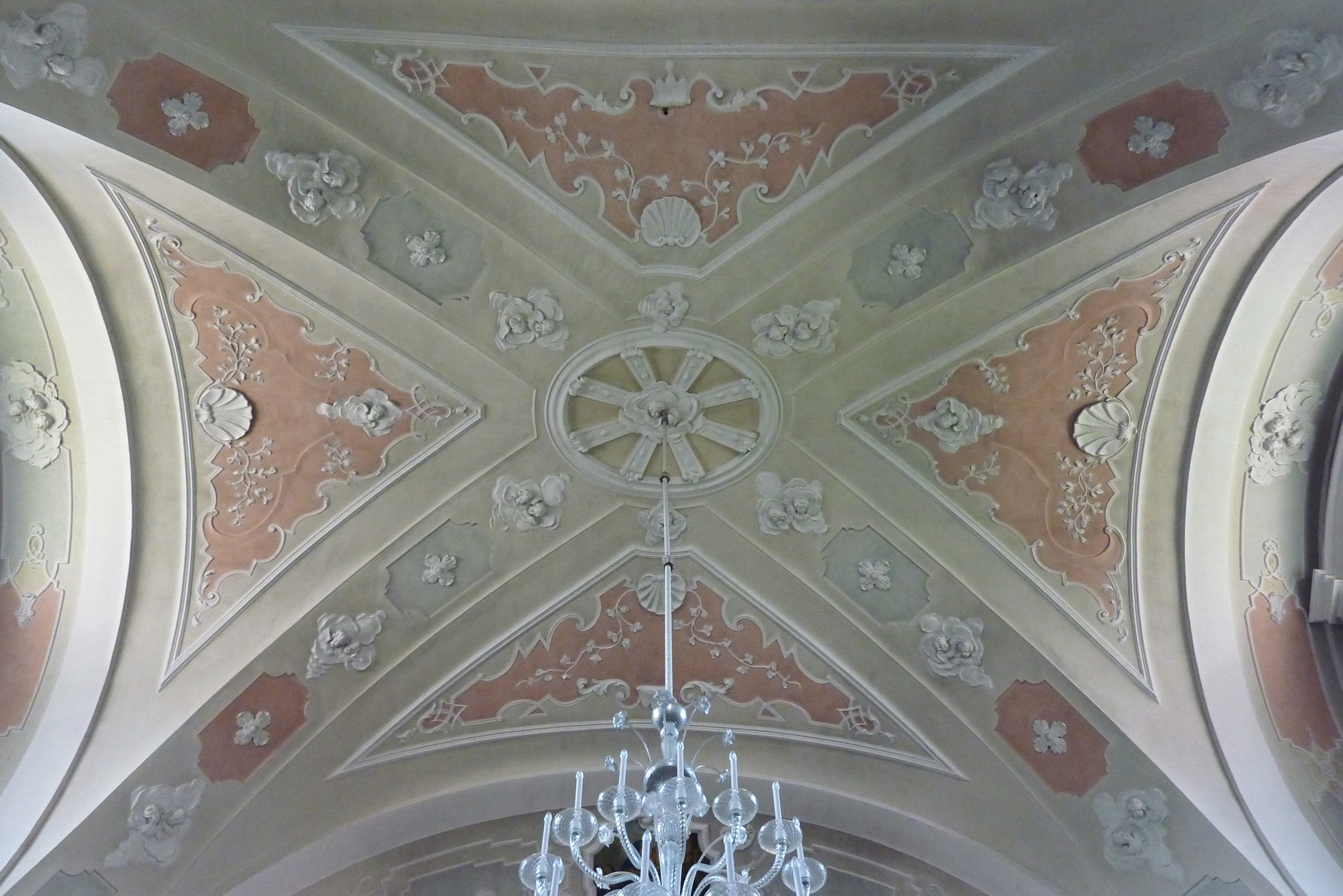
Stuckdekor

## Ausstattung

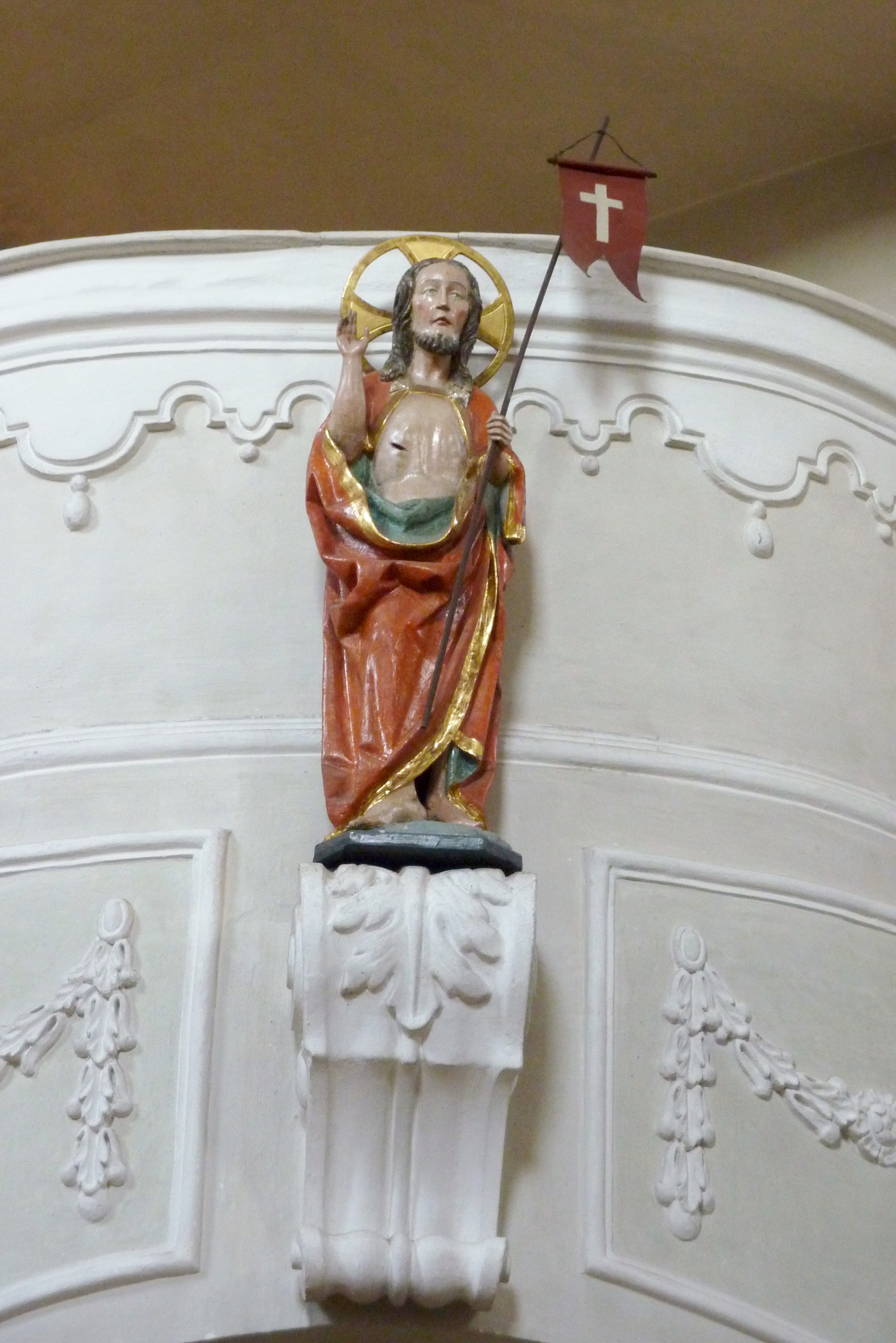
Auferstehungschristus

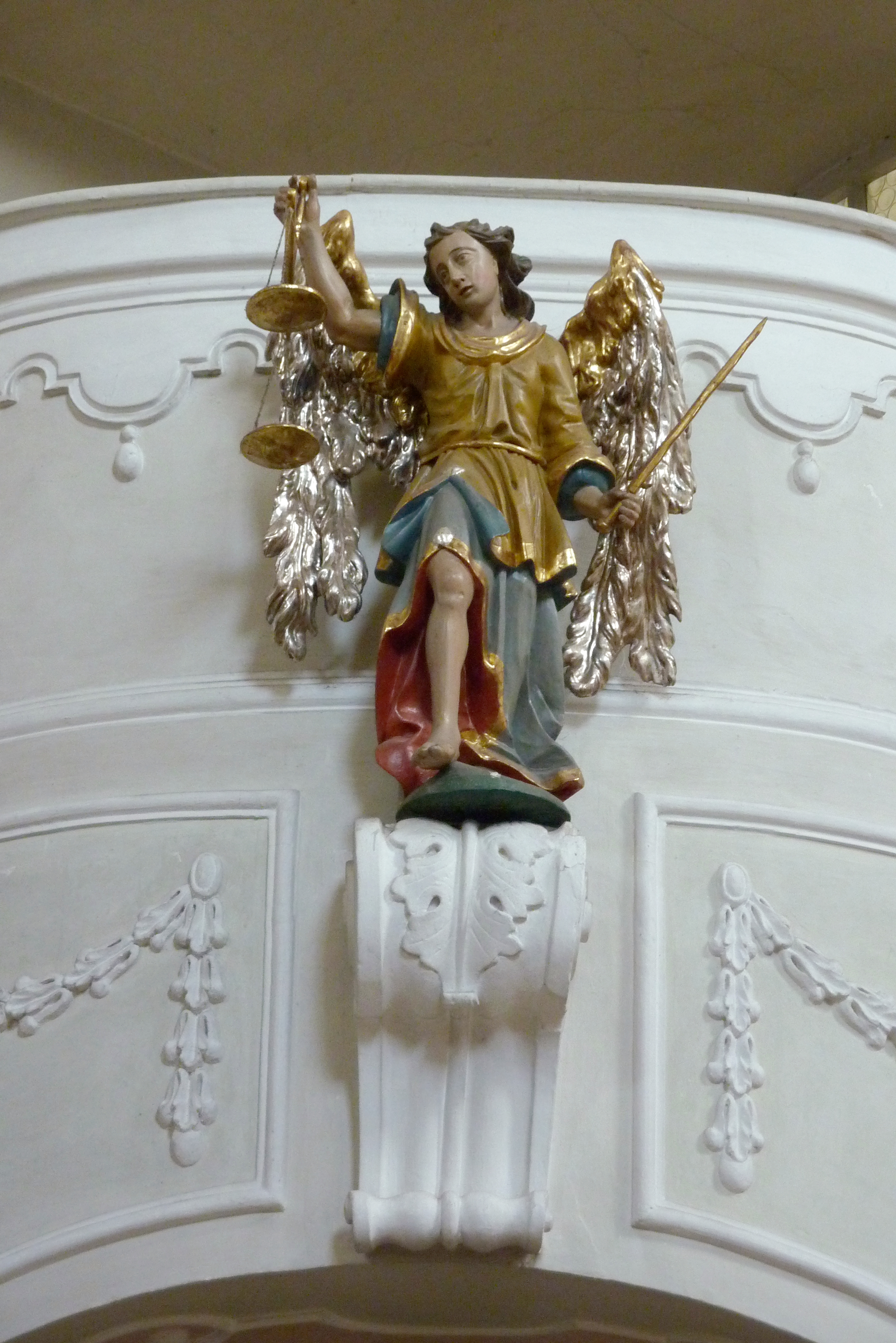
Erzengel Michael

- Die ältesten Skulpturen der Kirche stehen an den Brüstungen der beiden Oratorien. Der Auferstehungschristus auf der rechten Seite wird in die Zeit vor dem Bau der Wallfahrtskirche datiert und befand sich vielleicht bereits in der Kapelle des frühen 17. Jahrhunderts. Die Figur des Erzengels Michael auf der linken Seite stammt aus barocker Zeit.
- In den Hochaltar aus dem frühen 20. Jahrhundert ist ein kleines Gemälde aus dem 16. Jahrhundert integriert, das an die Wunderheilung erinnert. Es stellt Maria dar und vor ihr kniend den von der Epilepsie geheilten Knaben.
- Der linke Seitenaltar stammt aus der Bauzeit der Kirche. In der Mitte steht in einer Nische eine Figur der heiligen Barbara, auf der linken Seite die Figuren des Evangelisten Johannes, des Johannes Nepomuk und auf der rechten Seite der heilige Josef und Johannes der Täufer. Bekrönt wird der Altar von einer Pietà.
- Der rechte Seitenaltar diente bis zur Aufstellung des neuen Altars als Hochaltar. Die mittlere der fünf Heiligenfiguren stellt die heilige Katharina dar, darüber eine Skulptur des Herzen Jesu.
- Das Gemälde mit der Darstellung des Todes des heiligen Josef wurde 1740/45 von Januarius Zick ausgeführt.
- Zu den älteren Ausstattungsstücken gehören die Skulpturen des heiligen Ulrich und der heiligen Afra, den Bistumsheiligen der Diözese Augsburg, zu der Flochberg bis 1821 gehörte.
- Die Kanzel ist eine Arbeit aus dem Jahr 1926.

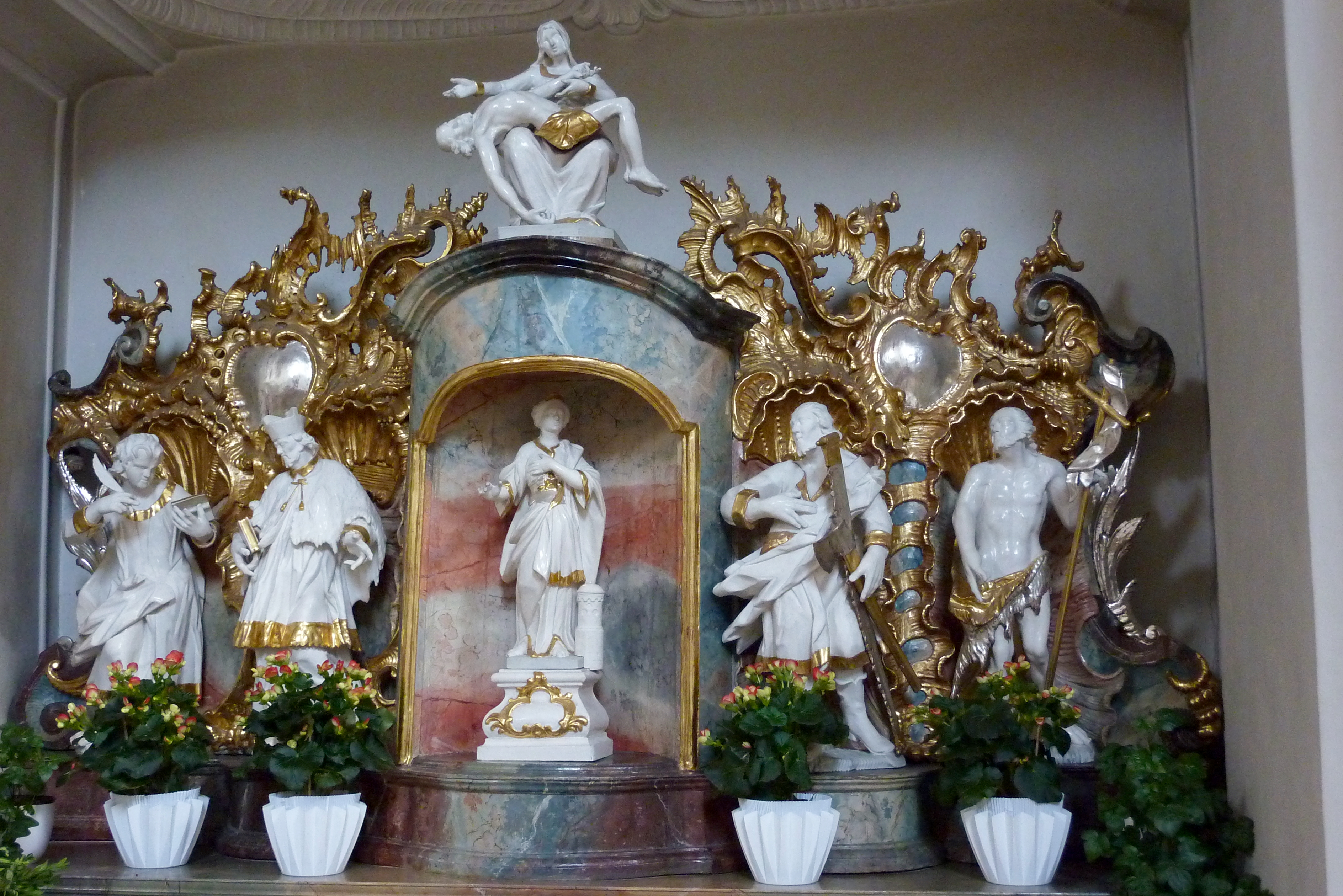
Linker Seitenaltar
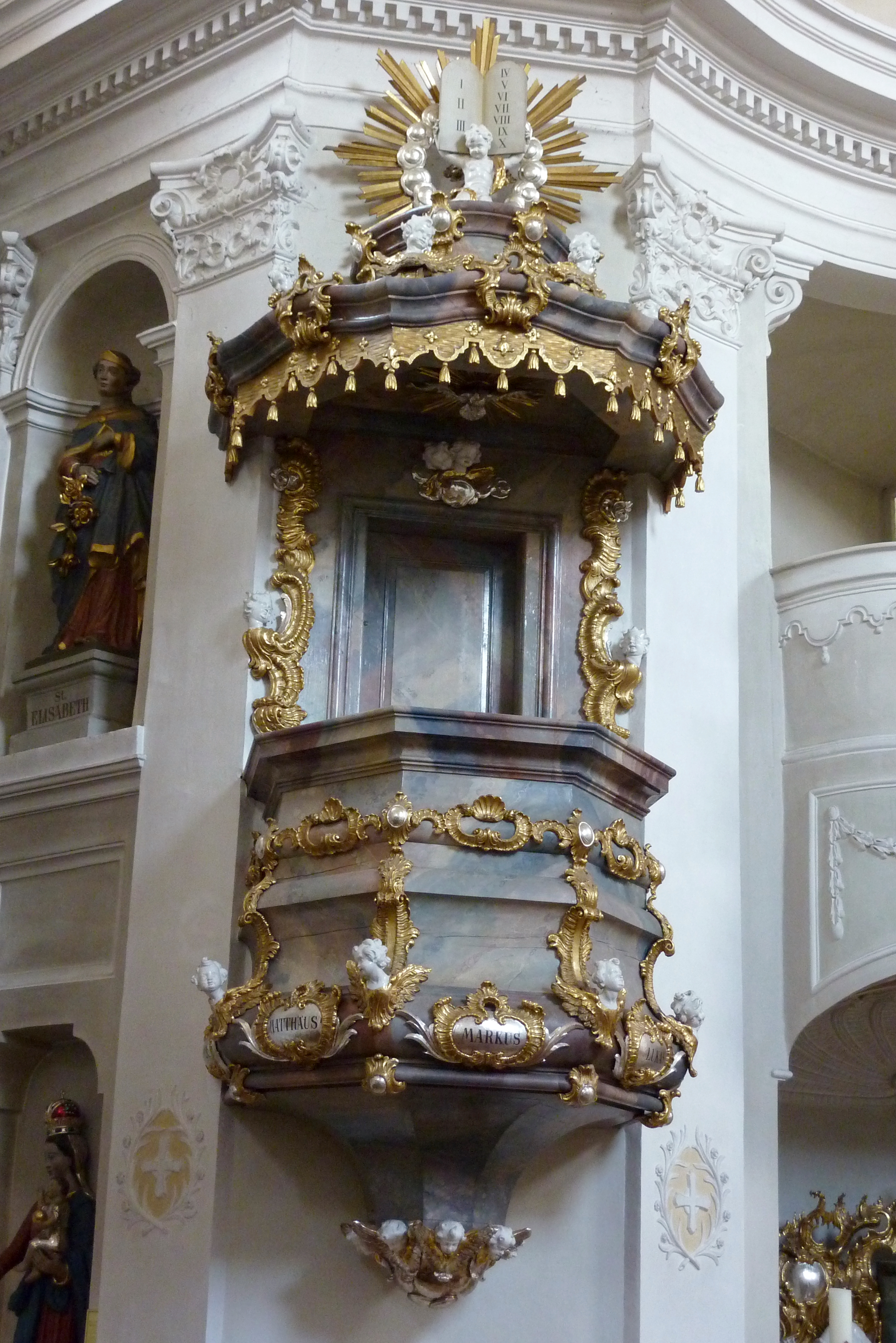
Kanzel von 1926
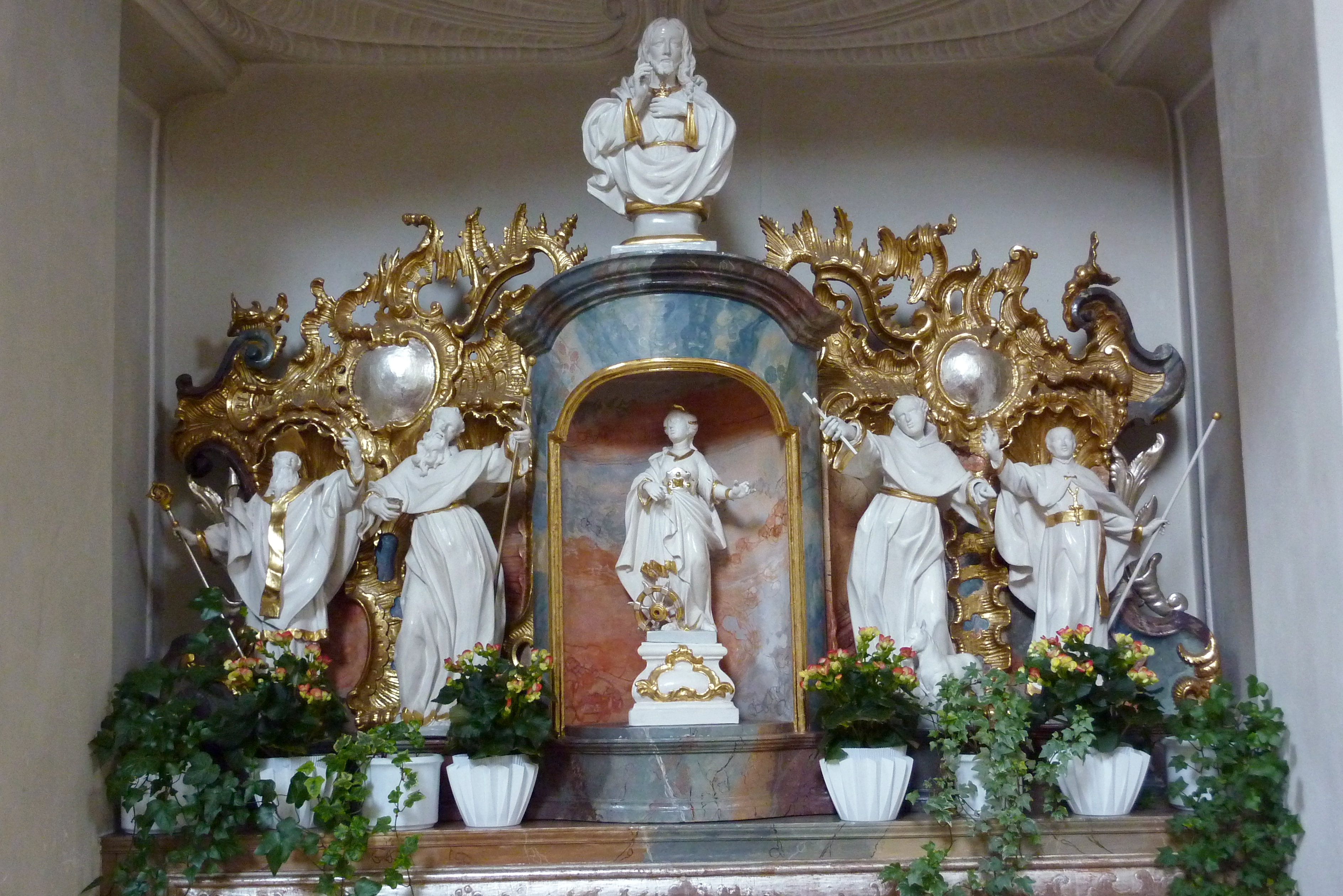
Rechter Seitenaltar